# 満照寺 (台東区)
満照寺（まんしょうじ）は、東京都台東区にある真宗大谷派系の単立寺院（浄土真宗東本願寺派）。

## 歴史
室町時代末期、法西によって開山された。法西は足利氏の一族であり、後に教如の弟子となり、三河国に寺を創建した。
1590年（天正18年）、徳川家康の命により江戸神田に移転、1603年（慶長8年）に神田明神下に移転し、1657年（明暦3年）の明暦の大火の後、現在地に移転した。

## 交通アクセス
- 田原町駅より徒歩2分（経路案内）。